# Norris Geyser Basin
Het Norris Geyser Basin is een gebied in Yellowstone National Park in de Verenigde Staten waarin zich een groot aantal geisers bevinden. De geisers zijn van verschillende groottes en hebben verschillende eruptie-eigenschappen. De bekendste geiser van dit basin is de Steamboat Geyser, van alle actieve geisers de geiser die de hoogste uitstoot realiseert, tot meer dan 90 m hoogte.
Het Norris Geyser-bekken is het heetste geiserbekken in het park en bevindt zich nabij de noordwestrand van de Yellowstonecaldera bij Norris Junction en op de kruising van drie grote breuken. De Norris-Mammoth Corridor is een breuk die van Norris noordwaarts loopt via Mammoth naar het gebied bij Gardiner, Montana. De Hebgen Lake-breuk loopt van ten noordwesten van West Yellowstone, Montana naar Norris. Deze breuk heeft in 1959 een aardbeving bij Hedgen Lake veroorzaakt die 7,4 op de schaal van Richter mat (bronnen variëren over de exacte magnitude tussen 7,1 en 7,8). Norris Geyser Basin is zo heet en dynamisch omdat deze twee breuken elkaar kruisen met de ringbreukzone die het gevolg was van de oprichting van de Yellowstonecaldera van 640.000 jaar geleden.

## Hoofdgebieden
Het bekken bestaat uit drie hoofdgebieden: Porcelain Basin, Back Basin en One Hundred Springs Plain. In tegenstelling tot de meeste andere geiserbekkens in het park, is het water van Norris zuur in plaats van base (bijvoorbeeld, Echinus Geyser heeft een pH van ~ 3,5). Het verschil in pH zorgt ervoor dat een andere klasse bacteriële thermofielen bij Norris kunnen leven, waardoor verschillende kleurpatronen ontstaan in en rond het Norris Geyser Basin-water.

### De Ragged Hills
Gelegen tussen Back Basin en One Hundred Springs Plain, zijn thermisch veranderde gletsjerkames. Toen gletsjers zich terugtrokken, kwamen onderliggende thermische kenmerken terug aan de oppervlakte als puinhopen. Deze puinhopen werden vervolgens veranderd door stoom en heet water dat erdoor stroomde.

### Steamboat Geyser

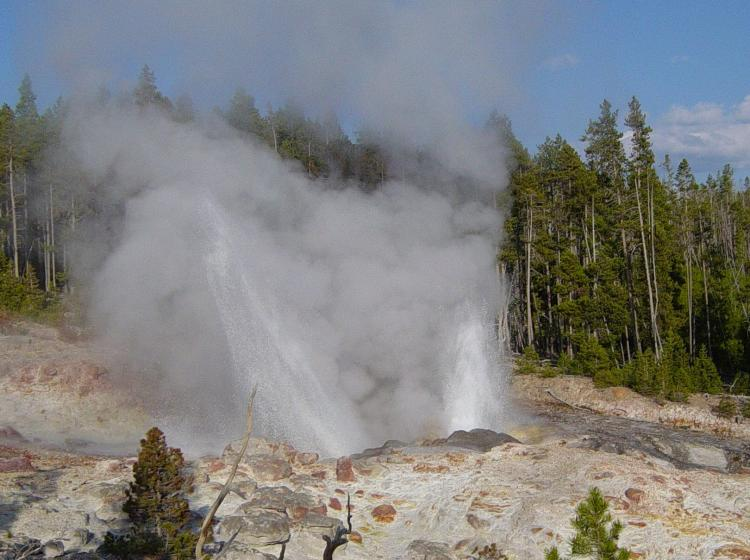
Steamboat Geyser in Norris Geyser Basin in Yellowstone

Steamboat Geyser heeft een grillig, onregelmatig tijdschema met langdurige pauzes tussen grote uitbarstingen (de langste geregistreerde tijd tussen twee grote uitbarstingen was 50 jaar). Tijdens grote uitbarstingen barst Steamboat Geyser meer dan 90 meter uit in de lucht. Steamboat Geyser ligt niet slapend tussen uitbarstingen, maar vertoont kleine uitbarstingen van ongeveer 12 meter.

### Norris Geyser Basin

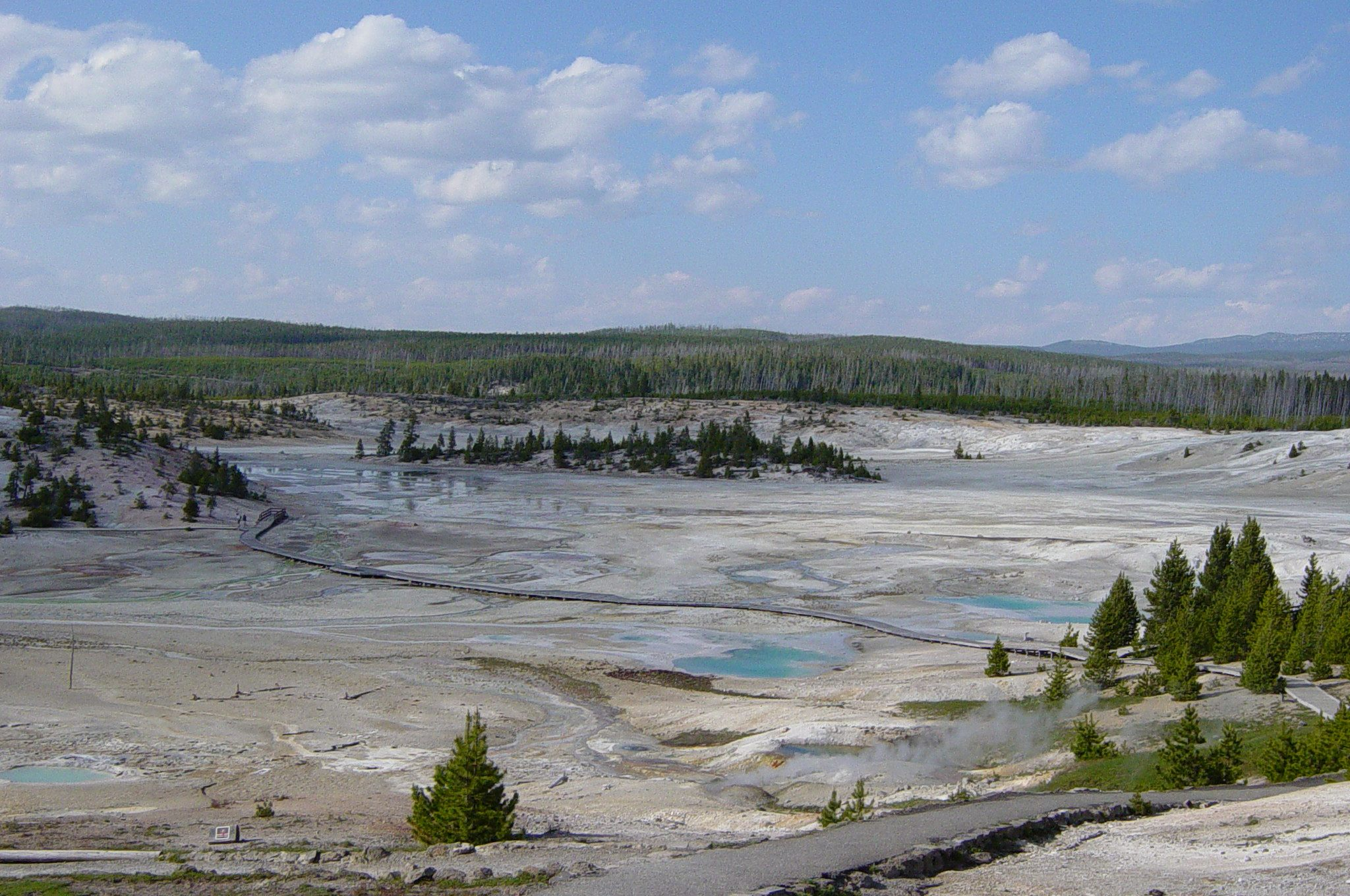
Porcelain Basin in Norris Geyser Basin in Yellowstone National Park

De Norris Geyser Basin ondergaat periodiek een grootschalige, bekkenbrede thermische verstoring die enkele weken duurt. Waterstanden fluctueren en temperaturen, pH, kleuren en uitbarstende patronen veranderen in het bekken. Tijdens een storing in 1985 heeft Porkchop Geyser voortdurend stoom en water gespoten; in 1989 is dezelfde geiser blijkbaar verstopt met silica en ontploft, waarbij stenen meer dan 61 m ver worden gegooid. In 2003 zag een parkwachter het bruisend borrelen, de eerste activiteit die sinds 1991 werd waargenomen. De activiteit nam medio 2003 dramatisch toe. Vanwege hoge grondtemperaturen en nieuwe activiteit naast het pad was een groot deel van Back Basin gesloten tot oktober dat jaar. In 2004 werd de promenade om het gevaarlijke gebied heen geleid en loopt nu achter Porkchop Geyser.

## Roaring Mountain
Ten noorden van Norris is Roaring Mountain een groot, zuur hydrothermisch gebied (solfatare) met veel fumarolen. In de late 19e en vroege 20e eeuw waren het aantal, de grootte en de kracht van de fumarolen veel groter dan vandaag. De fumarolen zijn het gemakkelijkst te zien in de koelere omstandigheden met weinig licht van 's morgens en 's avonds. Artists' Paintpots is een klein hydrothermisch gebied ten zuiden van Norris Junction met kleurrijke warmwaterbronnen en twee grote modderpoelen.
- Library of Congress Control Number: sh87004574
- Nationale Bibliotheek van Israël: 987007541662105171
- Virtual International Authority File: 315126716